# Рованперя, Калле
Ка́лле Ро́ванперя (фин. Kalle Rovanperä; род. 1 октября 2000, Йювяскюля, Западная Финляндия) — финский раллийный автогонщик, пилот команды Toyota Gazoo Racing WRT. Двукратный чемпион мира (2022, 2023). Самый молодой чемпион мира по ралли в истории — 22 года и 1 день на момент завоевания первого титула. С 2017 года штурманом Рованпери является Йонне Халттунен (род. 1985).
Сын финского автогонщика Харри Рованпери, на счету которого более 100 этапов чемпионата мира по ралли в 1990-е и 2000-е годы.

## Карьера в ралли
Дебютировал в чемпионате мира по ралли в возрасте 17 лет на Ралли Великобритании 2017 года в Уэльсе за рулём M-Sport Ford Fiesta R5, где занял 35-е место. Уже на следующем Ралли Австралии 2017 года Рованперя сенсационно занял 10-е место в зачёте WRC (первое место в зачёте WRC2 и 12-е в общем зачёте ралли), став самым юным в истории гонщиком, набравшим очки в чемпионате мира по ралли.
В сезоне 2018 года за рулём Škoda Fabia R5 провёл 7 этапов чемпионата мира и сумел набрать очки на Ралли Германии и Великобритании.
В сезоне 2019 года Рованперя набирал очки за рулём Škoda Fabia R5 в пяти гонках и в итоге занял 12-е место в общем зачёте чемпионата мира.

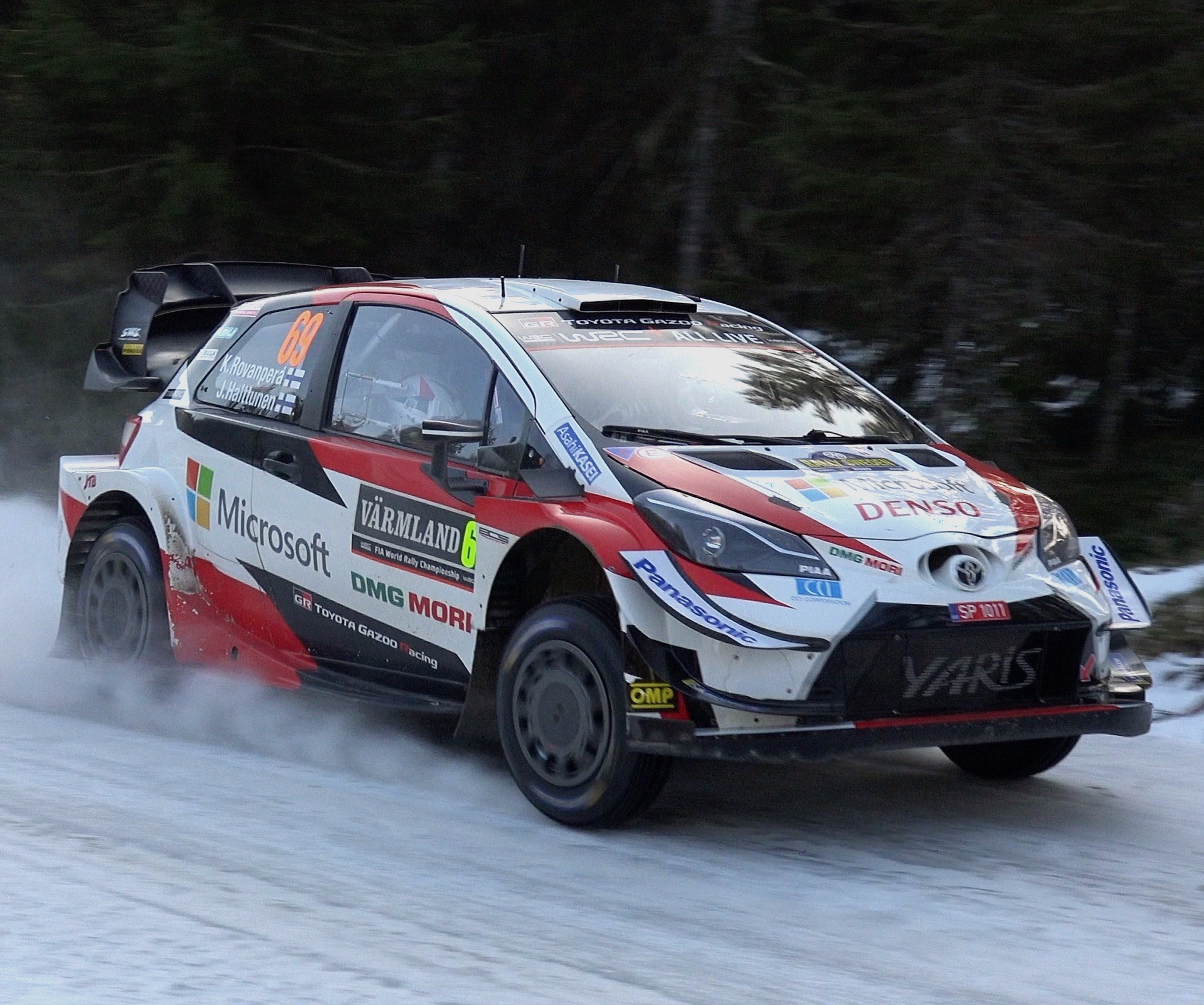
Ралли Швеции 2020

На Ралли Швеции 2020 года в возрасте 19 лет Рованперя, пилотировавший Toyota Yaris WRC, впервые поднялся на подиум этапа чемпионата мира, заняв третье место. В сезоне 2020 года было проведено всего 7 этапов, и Рованперя шесть раз попадал в пятёрку лучших. В общем зачёте чемпионата мира Калле стал пятым с 80 очками.
В сезоне 2021 года юный Рованперя, выступая за Toyota Gazoo Racing WRT, выиграл два этапа чемпионата мира — в Эстонии и Греции, а также ещё дважды поднимался на призовой подиум. В Эстонии Рованперя в возрасте 20 лет и 289 дней стал самым молодым в истории победителем этапа чемпионата мира по ралли, превзойдя достижение Яри-Матти Латвалы на два с лишним года. В итоге 21-летний финн занял 4-е место в чемпионате мира.

### Сезон 2022: победа в чемпионате мира
В 2022 году Рованперя за рулём Toyota GR Yaris Rally1 выиграл 5 из 7 первых этапов чемпионата мира и сделал весомую заявку на победу в общем зачёте. Первый этап сезона (Рованперя там занял 4-е место) выиграл прославленный 9-кратный чемпион мира Себастьен Лёб, который дебютировал в чемпионате мира по ралли ещё до рождения Рованпери. 
2 октября, на следующий день после своего 22-го дня рождения, Рованперя выиграл 11-й этап чемпионата мира — гравийное Ралли Новой Зеландии (шестая победа в сезоне). Тем самым Рованперя обеспечил себе победу в общем зачёте чемпионата мира за два ралли до конца сезона. С первой победы Калле на этапах чемпионата мира прошло менее 15 месяцев. Рованперя стал самым молодым чемпионом мира по ралли в истории, превзойдя достижение шотландца Колина Макрея сразу на пять с лишним лет. Кроме того, Рованперя стал седьмым финским гонщиком, выигравшим чемпионат мира, предыдущим чемпионом из Финляндии был Маркус Грёнхольм в 2002 году.

### Сезон 2023: второй титул чемпиона мира
На первых 8 этапах чемпионата мира занимал места не ниже 4-го, выиграв Ралли Португалии и Эстонии. В сентябре выиграл Ралли Греции. В конце октября Рованперя занял второе место на Ралли Центральной Европы (первым стал Тьерри Невилль) и обеспечил себе первое место в чемпионате мира за один этап до финиша сезона.

### Сезон 2024: 4 победы на этапах
В конце марта выиграл третий этап чемпионата мира — Ралли Сафари в Кении. Летом выиграл Ралли Польши и Ралли Латвии. В конце сентября победил в Ралли Чили. Это была 15-я в карьере Рованпери победа на этапе чемпионата мира. При этом Рованперя согласованно с командой пропустил 1-й, 4-й, 6-й, 10-й, 12-й и 13-й этапы чемпионата мира, из-за чего не смог претендовать на победу в общем зачёте. В итоге он занял седьмое место в общем зачёте со 114 очками, выиграв 4 из 7 этапов, в которых принял участие. Рованперя выиграл больше всех этапов в сезоне 2024 года (у чемпиона Тьерри Нёвиля было всего 2 победы на этапах). Рованперя помог Toyota выиграть зачёт производителей, всего на три очка опередив команду Hyundai, за которую выступал чемпион мира Нёвиль. Ожидается, что в 2025 году Рованперя проведёт полный сезон.

## Участие в соревнованиях по дрифту
В 2022 году участвовал на Toyota Supra A90, которая была приобретена у чемпиона D1GP и Formula Drift Дайго Сайто, в 1 этапе Drift Masters в Монделло Парк, где квалифицировался седьмым и проиграл в топ-16 Якубу Пшигонски. 
В 2023 году участвовал в двух этапах Formula Drift Japan на Toyota GR Corolla. На втором этапе, проходившем на трассе Ebisu West, Калле победил в квалификации и в парных заездах. На финальном этапе серии на трассе Окаяма Рованперя занял второе место в квалификации и на этапе. 
В сезоне DMEC 2023 участвовал в 3 этапах. На 2 этапе серии на трассе Drivecenter Arena пилот занял 4 место в квалификации, а в парных заездах проиграл в топ-32. В первом заезде квалификации 3 этапа на автодроме Mika Salo в Финляндии в первом повороте Калле повредил подвеску заднего правого колеса и не смог закончить заезд. Вторая квалификационная попытка прошла после перерыва квалификации из-за ливня и привела гонщика к 32 месту в квалификации. В парных заездах уступил в топ-32 победителю квалификации и этапе, будующему чемпиону сезона Конору Шанахану. На финальном этапе серии на стадионе ПГЕ Национальный в Варшаве Калле победил в квалификации. Перед стадией парных проездов у Toyota Supra A90 возникли технические неполадки с двигателем. Рованперя не смог выехать на заезд и занял 17 место на этапе. 
В 2024 году участвовал на 5 этапе Drift Masters в Венгрии, где квалифицировался 4 и в парных заездах проиграл в топ-16, имея технические неполадки автомобиля. 

## Победы на этапах чемпионата мира
Рованперя побеждал на 10 разных ралли.
| №  | Этап                 | Сезон | Штурман         | Автомобиль             |
| -- | -------------------- | ----- | --------------- | ---------------------- |
| 1  | Ралли Эстонии        | 2021  | Йонне Халттунен | Toyota Yaris WRC       |
| 2  | Ралли Греции         | 2021  | Йонне Халттунен | Toyota Yaris WRC       |
| 3  | Ралли Швеции         | 2022  | Йонне Халттунен | Toyota GR Yaris Rally1 |
| 4  | Ралли Хорватии       | 2022  | Йонне Халттунен | Toyota GR Yaris Rally1 |
| 5  | Ралли Португалии     | 2022  | Йонне Халттунен | Toyota GR Yaris Rally1 |
| 6  | Ралли Сафари         | 2022  | Йонне Халттунен | Toyota GR Yaris Rally1 |
| 7  | Ралли Эстонии (2)    | 2022  | Йонне Халттунен | Toyota GR Yaris Rally1 |
| 8  | Ралли Новой Зеландии | 2022  | Йонне Халттунен | Toyota GR Yaris Rally1 |
| 9  | Ралли Португалии (2) | 2023  | Йонне Халттунен | Toyota GR Yaris Rally1 |
| 10 | Ралли Эстонии (3)    | 2023  | Йонне Халттунен | Toyota GR Yaris Rally1 |
| 11 | Ралли Греции (2)     | 2023  | Йонне Халттунен | Toyota GR Yaris Rally1 |
| 12 | Ралли Сафари (2)     | 2024  | Йонне Халттунен | Toyota GR Yaris Rally1 |
| 13 | Ралли Польши         | 2024  | Йонне Халттунен | Toyota GR Yaris Rally1 |
| 14 | Ралли Латвии         | 2024  | Йонне Халттунен | Toyota GR Yaris Rally1 |
| 15 | Ралли Чили           | 2024  | Йонне Халттунен | Toyota GR Yaris Rally1 |

### Победы в младших зачётах
| 1 | 2017 | Ралли Австралии      | Йоне Халттунен | Ford Fiesta R5     |
| 2 | 2018 | Ралли Великобритания | Йоне Халттунен | Škoda Fabia R5     |
| 3 | 2018 | Ралли Испании        | Йоне Халттунен | Škoda Fabia R5     |
| 4 | 2019 | Ралли Чили           | Йоне Халттунен | Škoda Fabia R5     |
| 5 | 2019 | Ралли Португалии     | Йоне Халттунен | Skoda Fabia R5 Evo |
| 6 | 2019 | Ралли Италии         | Йоне Халттунен | Skoda Fabia R5 Evo |
| 7 | 2019 | Ралли Финляндии      | Йоне Халттунен | Skoda Fabia R5 Evo |
| 8 | 2019 | Ралли Великобритания | Йоне Халттунен | Skoda Fabia R5 Evo |

## Результаты выступлений

### Статистика
Показатели, по которым Рованперя был лучшим в сезоне (за исключением стартов и сходов), выделены зелёным цветом. Полужирным - лучшие лично для него.
| Сезон | Команда | Старты | Победы | Подиумы | СУ  | Лид. | PS | Сходы | Очки | Место |
| ----- | ------- | ------ | ------ | ------- | --- | ---- | -- | ----- | ---- | ----- |
| 2020  | Toyota  | 7      | 0      | 1       | 7   | 1    | 2  | 1     | 80   | 5     |
| 2021  | Toyota  | 12     | 2      | 4       | 22  | 37   | 2  | 1     | 142  | 4     |
| 2022  | Toyota  | 13     | 6      | 8       | 69  | 78   | 7  | 0     | 255  | 1     |
| 2023  | Toyota  | 13     | 3      | 8       | 72  | 50   | 6  | 1     | 250  | 1     |
| 2024  | Toyota  | 7      | 4      | 4       | 47  | 78   | 1  | 1     | 114  | 7     |
| Всего | Всего   | 72     | 15     | 25      | 218 | 244  | 18 | 6     | 841  |       |

### Чемпионат мира
В 2017 и 2018 выступал в категории WRC-2 на Ford Fiesta R5 и Škoda Fabia R5, в общем зачёте на 9 этапах набрал 4 очка.
| Сезон | Команда                 | Автомобиль             | 1      | 2      | 3        | 4        | 5      | 6        | 7     | 8     | 9        | 10     | 11     | 12    | 13     | 14    | Место | Очки |
| ----- | ----------------------- | ---------------------- | ------ | ------ | -------- | -------- | ------ | -------- | ----- | ----- | -------- | ------ | ------ | ----- | ------ | ----- | ----- | ---- |
| 2019  | Škoda Motorsport        | Škoda Fabia R5         | МОН 18 | ШВЕ 18 |          | ФРА Сход |        | ЧИЛ 8    |       |       |          |        |        |       |        |       | 12    | 18   |
| 2019  | Škoda Motorsport        | Skoda Fabia R5 Evo     |        |        |          |          |        |          | ПОР 6 | ИТА 9 | ФИН 9    | ГЕР 16 | ТУР 18 | ВЕЛ 9 | ИСП 12 | АВС О | 12    | 18   |
| 2020  | Toyota Gazoo Racing WRT | Toyota Yaris WRC       | МОН 5  | ШВЕ 3  | МЕК 5    | ЭСТ 5    | ТУР 4  | ИТА Сход | МНЦ 5 |       |          |        |        |       |        |       | 5     | 80   |
| 2021  | Toyota Gazoo Racing WRT | Toyota Yaris WRC       | МОН 4  | АРК 2  | ХОР Сход | ПОР 21   | ИТА 25 | КЕН 6    | ЭСТ 1 | БЕЛ 3 | ГРЕ 1    | ФИН 34 | ИСП 5  | МНЦ 9 |        |       | 4     | 142  |
| 2022  | Toyota Gazoo Racing WRT | Toyota GR Yaris Rally1 | МОН 4  | ШВЕ 1  | ХОР 1    | ПОР 1    | ИТА 5  | КЕН 1    | ЭСТ 1 | ФИН 2 | БЕЛ 62   | ГРЕ 15 | НЗЛ 1  | ИСП 3 | ЯПО 12 |       | 1     | 255  |
| 2023  | Toyota Gazoo Racing WRT | Toyota GR Yaris Rally1 | МОН 2  | ШВЕ 4  | МЕК 4    | ХОР 4    | ПОР 1  | ИТА 3    | КЕН 2 | ЭСТ 1 | ФИН Сход | ГРЕ 1  | ЧИЛ 4  | ЕВР 2 | ЯПО 3  |       | 1     | 250  |
| 2024  | Toyota Gazoo Racing WRT | Toyota GR Yaris Rally1 |        | ШВЕ 39 | КЕН 1    |          | ПОР 31 |          | ПОЛ 1 | ЛАТ 1 | ФИН Сход |        | ЧИЛ 1  |       |        |       | 7     | 114  |

* Сезон продолжается.

### WRC-2 (WRC-2 Pro)
| Год  | Команда               | Автомобиль         | 1     | 2     | 3     | 4        | 5        | 6     | 7     | 8     | 9     | 10    | 11    | 12     | 13    | Место | Очки |
| ---- | --------------------- | ------------------ | ----- | ----- | ----- | -------- | -------- | ----- | ----- | ----- | ----- | ----- | ----- | ------ | ----- | ----- | ---- |
| 2017 | Kalle Rovanperä       | Ford Fiesta R5     |       |       |       |          |          |       |       |       |       |       |       | ВЕЛ 15 | АВС 1 | 15    | 25   |
| 2018 | Škoda Motorsport I/II | Škoda Fabia R5     |       |       | МЕК 5 |          | АРГ Сход |       |       | ФИН 4 | ГЕР 2 |       | ВЕЛ 1 | ИСП 1  |       | 3     | 90   |
| 2019 | Škoda Motorsport      | Škoda Fabia R5     | МОН 2 | ШВЕ 2 |       | ФРА Сход |          | ЧИЛ 1 |       |       |       |       |       |        |       | 1     | 176  |
| 2019 | Škoda Motorsport      | Skoda Fabia R5 Evo |       |       |       |          |          |       | ПОР 1 | ИТА 1 | ФИН 1 | ГЕР 3 | ТУР 3 | ВЕЛ 1  | ИСП 3 | 1     | 176  |